# بالرانالد
بالرانالد (به انگلیسی: Balranald) یک شهرک در استرالیا است که در نیو ساوت ولز واقع شده‌است.